# 루 살로메

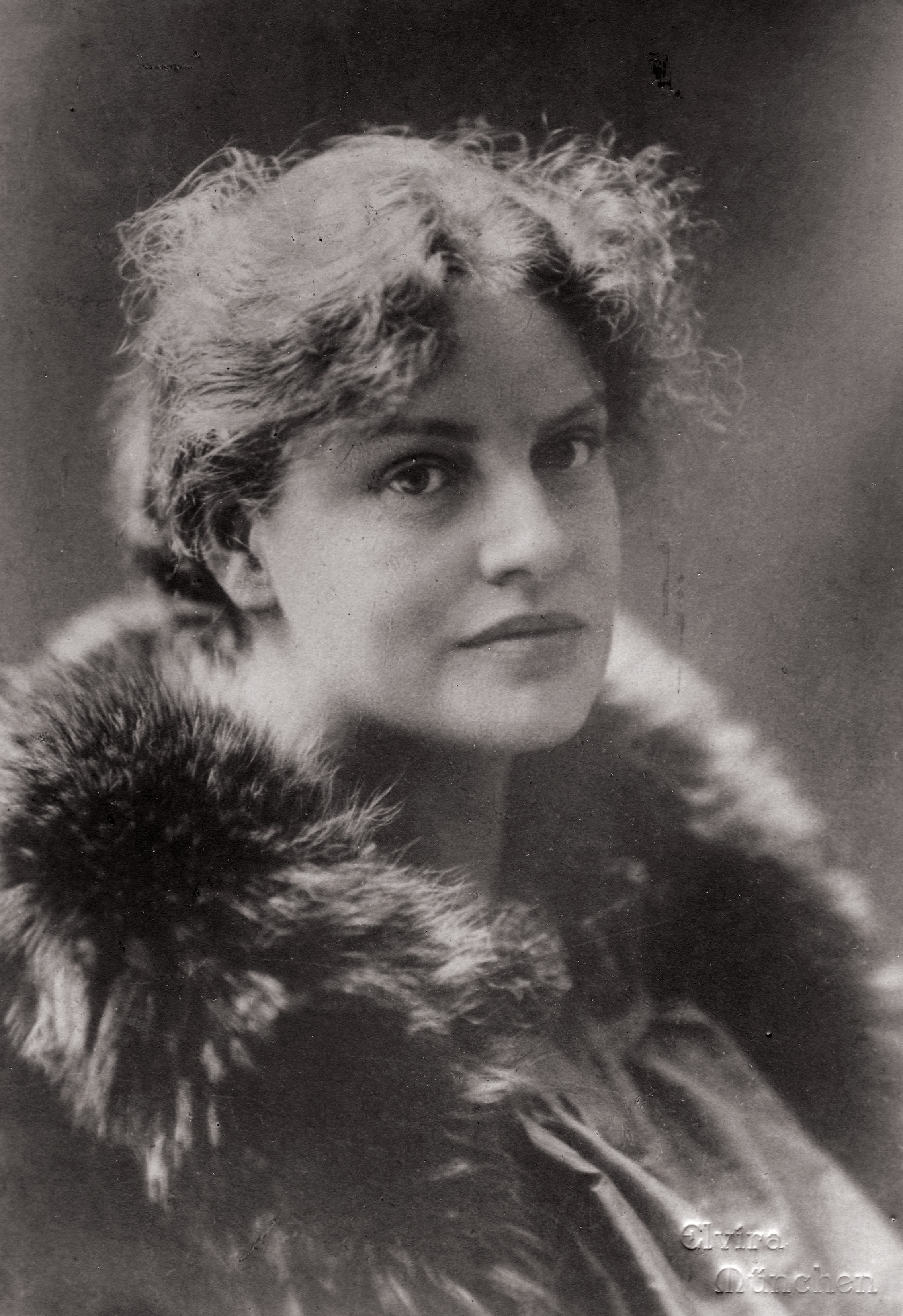
루 살로메

루 안드레아스살로메(Lou Andreas-Salomé, 1861년 2월 12일 ~ 1937년 1월 5일)는 독일의 작가이자 정신분석학자이다. 많은 소설과 수필 등의 작품을 남겼다. 프리드리히 니체, 라이너 마리아 릴케, 지그문트 프로이트 등 당대 유럽 최고의 지성인들이 그녀에게 매혹되었으며, 루 살로메는 이들과 사랑과 교감을 나누며 이들에게 창조적 영감을 주었던 여인으로 알려져 있다. 주요저서에는 《릴케》(Rainer Maria Rilke, 1928), 《프로이트에 대한 나의 감사》(Mein Dank an Freud, 1931) 등이 있다.

## 생애

### 어린 시절
1861년 2월 12일 상트페테르부르크에서 프랑스계 위그노 교도인 러시아 야전군 참모본부의 고급장교 구스타브 살로메(Gustav Salomé)와 북독일-덴마크계 루이제 빌름(Louise Wilm) 사이에서 여섯 자녀 중 외동딸 겸 막내로 태어났다. 그녀의 첫사랑은 순결했지만 비도덕적인 사랑이었다. 상대는 당시 루터교 교회의 목사였던 하인리히 길로트(Heinrich Gillot)로, 그녀는 그로부터 철학, 형이상학, 논리학 등을 배우며 심도 있게 종교사를 공부했다. 후에 길로트가 그녀와 결혼할 것을 원했고, 이를 원치 않았던 그녀는 당시 여성을 받아주는 몇 안 되는 대학 중 하나였던 취리히 대학교에 진학하기로 결심, 상트페테르부르크를 떠나 대학에 입학했다.

### 파울 레와 그의 친구 니체
취리히에서 공부하던 중, 원인불명의 질병에 걸렸고, 피를 토하는 등 폐에 이상이 생겼다. 기후를 바꿔야 한다는 처방을 받고 1882년 1월 어머니와 함께 이탈리아 로마로 갔다. 그 곳에서 젊은 철학자 파울 레에를 만나 철학과 신의 문제에 대해 이야기를 나누며 교감했다. 그녀를 열렬히 사랑했던 레에는 그녀를 떠나 보내고 싶지 않아 그녀가 원했던 2명과의 동거를 위해 그의 친구인 철학자 프리드리히 니체를 그 상대로서 그녀에게 소개했다. 니체 또한 자신을 이해하고 철학에 대해 함께 논할 수 있었던 그녀를 매우 사랑했지만 그녀는 그의 사랑을 거절하며 그에게 정신적 고통을 주었다.

### 베를린에서의 생활과 결혼
루 살로메는 베를린에서 레에와 동거하며 사회학자, 작가 등 여러 부류의 지성인들과 교류했다. 그녀는 당시 그녀의 이러한 생활을 탐탁지 않아 하던 어머니에게 베를린에 있어야 할 이유가 있음을 증명하기 위해 책을 출판하기로 결심한다. 이때의 작품이 유명한 심리소설 《하느님을 차지하려는 싸움》(Im Kampf um Gott)이다. 이후 그녀는 레에를 떠나 언어학자인 카를 안드레아스와 결혼했다. 이 결혼 또한 정상적이었던 것은 아니었다. 그녀는 결혼의 조건으로 성생활이 없는 결혼생활을 걸었고 그로 인해 이들 사이에는 아이가 없었다.

### 라이너 마리아 릴케와의 교감
루 살로메는 특히 독일 근대의 서정시 분야의 대가인 라이너 마리아 릴케가 몹시 사랑했던 여인이자 그의 예술적인 뮤즈로 유명하다. 릴케와 각별한 교제를 했는데 이들의 관계는 릴케의 이름에서도 엿볼 수 있다. 원래 릴케의 이름은 르네 마리아 릴케(Rene Maria Rilke)였는데 루 살로메에 의해 프랑스식 ‘르네’를 독일식 ‘라이너’로 바꾸었다. 그녀는 흘려 쓰던 릴케의 글씨체를 아름다운 글씨체로 바꾸게 한 장본인이기도 하다. 이외에 릴케의 작품에서도 루 살로메에 대한 사랑을 찾아볼 수 있다. 릴케가 그녀에게 바친 초기 시집 《그대의 축제를 위하여》(Dir Zur Feier)에는 그녀와의 개인적 사랑의 감정을 끝없는 헌신적 자세로 표출한다.

### 프로이트와 정신분석학자로서의 살로메 그리고 죽음
1912년 바이마르에서 열린 제3차 정신 분석학회에서 그녀는 당시의 연인이었던 정신 분석학자 폴 비에레(Poul Bjerre)로부터 정신 분석학계의 대가, 지그문트 프로이트를 소개받았다. 그녀는 프로이트로부터 인간의 내면에 대한 깊은 통찰을 얻었으며 이들의 우정은 정신 분석의 동반자로서 죽을 때까지 지속되었다. 일흔 살의 나이에 그녀는 당뇨병 등으로 몸이 허약해져 병원에서 요양이 필요하게 되었고 당시의 집필은 《프로이트에 대한 나의 감사》(Mein Dank an Freud)였다. 요통과 유방암 등으로 점점 쇠약해진 그녀는 75세로 사망했다.

## 작품활동
- 1885년 《하느님을 차지하려는 싸움》
- 1894년 《작품에 나타난 니체》
- 1895년 《루트》
- 1896년 《모르는 영혼에서》
- 1898년 《Fenitschka(페니취카)-어떤 방탕》
- 1899년 《인간의 아이들》
- 1901년 《마, 어떤 초상》
- 1902년 《중간지대에서》
- 1910년 《에로티시즘》
- 1917년 《소년에게 보낸 세 통의 편지》
- 1919년 《집》
- 1922년 《하느님 없는 시간. 그 밖의 동화》 《악마와 그 할머니》
- 1923년 《로딘카》
- 1928년 《하얀 길 위의 릴케》
- 1931년 《프로이트에 대한 나의 감사》

## 참고 문헌
- 라이너 마리아 릴케, 김재혁 옮김, 《소유하지 않는 사랑-릴케의 가장 아름다운 시》, 고려대학교 출판부, 2003.
- 프랑수아즈 지루, 함유선 옮김, 《루 살로메-자유로운 여자 이야기》, 해냄출판사, 2006.